# إس. باركر غيلبرت
إس. باركر غيلبرت (بالإنجليزية: S. Parker Gilbert)‏ هو شخصية أعمال أمريكي، ولد في 15 نوفمبر 1933 في نيويورك في الولايات المتحدة، وتوفي بنفس المكان في 27 مايو 2015.